# The Ultimate Live Experience
 (juillet 2011).
Si vous disposez d'ouvrages ou d'articles de référence ou si vous connaissez des sites web de qualité traitant du thème abordé ici, merci de compléter l'article en donnant les références utiles à sa vérifiabilité et en les liant à la section « Notes et références ».
Tournées par Prince
Interactive Tour
(1994) Gold Tour
(1996)
The Ultimate Live Experience a été une courte tournée européenne de Prince pour faire la promotion de son album The Gold Experience. Les concerts furent remarqués pour leurs listes de chansons très limitées en ancien succès de Prince.

## Histoire
The Ultimate Live Experience a été une période chaotique dans la vie et la carrière de Prince. Après avoir essuyé plusieurs échecs commerciaux en sortant le Black Album et un Best Of la Warner Bros rappelle Prince et négocie avec lui. Prince qui venait de créer un grand nombre de nouvelles chansons s'est vu interdit par Warner Bros. de les sortir tous comme il le souhaitait, ce qui a engendré une vendetta publique. L'album sera Come qui contiendra un nombre très restreint de titres et se vendra mal. En parallèle Prince a sorti Exodus sous le label NPG Records sans y faire de véritable promotion (Voir: Interactive Tour). Mais quand l'année suivante sort The Gold Experience la Warner lui organisera une tournée. Prince a beaucoup travaillé sur cet album, mais certaines chansons qu'il interprète en tournée n'ont jamais été ajoutées dessus.
Cette tournée ne présentait que de nouveaux morceaux de l'ère "Symbol", le plus "vieux" titre joué étant 7, sorti 3 ans plus tôt. Beaucoup d'organisateurs de concerts craignaient que le public ne suive pas Prince dans ses délires discographiques. C'est pourquoi la tournée fut limitée à un petit nombre de pays, dans lesquels Prince possédait une base de fans assez importante : la Grande-Bretagne, les Pays-Bas et la Belgique. Des concerts furent envisagés à Bercy, mais Prince demandait un cachet trop élevé. De plus, une partie de l'imposant décor conçu par l'artiste (un gigantesque tapis-roulant et un cocon dans lequel Prince arrivait sur scène) fût laissé à Londres car il coûtait trop cher et était trop imposant.

## Composition du groupe
- Prince — chants, guitare, piano.
- Sonny T. — guitare, basse, chants.
- Morris Hayes — claviers, orgue.
- Tommy Barbarella — claviers
- Michael Bland — batterie, percussions.
- Mayte — danse, chants.

Après Interactive Tour, Prince serre la ceinture du groupe New Power Generation. En effet il a été le seul guitariste ce qui est délicat lorsqu'on joue du Heavy-Rock.

## Programme
- Endorphinmachine
- The Jam
- Shhh
- Days of Wild / Hair
- Now"/"Babies Makin’ Babies
- Funky Stuff
- The Most Beautiful Girl in the World
- Pussy Control
- Letitgo
- Pink Cashmere
- Loose
- Orgasm
- I Love U in Me
- Peach
- 7
- Get Wild
- Medley of "Billy Jack Bitch", I Hate U et 319.
- Gold

Quelques chansons célèbres ont fait une apparition comme Sex Machine de James Brown.

## Dates des Concerts
| #        | Date            | Ville       | Pays       | Salle           | Audience |
| -------- | --------------- | ----------- | ---------- | --------------- | -------- |
| Amérique |                 |             |            |                 |          |
| 1        | 14 janvier 1995 | Chanhassen  | États-Unis | Paisley Park    | 600      |
| 2        | 14 janvier 1995 | Chanhassen  | États-Unis | Paisley Park    | 40       |
| 3        | 21 janvier 1995 | Chanhassen  | États-Unis | Paisley Park    | 450      |
| 4        | 30 janvier 1995 | Los Angeles | États-Unis | Glam Slam       | 300      |
| Europe   |                 |             |            |                 |          |
| 5        | 3 mars 1995     | Londres     | Angleterre | Wembley Arena   | 11 195   |
| 6        | 4 mars 1995     | Londres     | Angleterre | Wembley Arena   | 11 195   |
| 7        | 5 mars 1995     | Londres     | Angleterre | Wembley Arena   | 11 195   |
| 8        | 7 mars 1995     | Londres     | Angleterre | Wembley Arena   | 11 195   |
| 9        | 8 mars 1995     | Londres     | Angleterre | Wembley Arena   | 11 195   |
| 10       | 9 mars 1995     | Londres     | Angleterre | The Astoria     | 2 000    |
| 11       | 10 mars 1995    | Manchester  | Angleterre | G-Mex           | 9 800    |
| 12       | 11 mars 1995    | Manchester  | Angleterre | G-Mex           | 9 800    |
| 13       | 13 mars 1995    | Glasgow     | Angleterre | SECC            | 9 331    |
| 14       | 14 mars 1995    | Glasgow     | Angleterre | SECC            | 9 331    |
| 15       | 15 mars 1995    | Glasgow     | Angleterre | The Garage      | 400      |
| 16       | 16 mars 1995    | Sheffield   | Angleterre | Sheffield Arena | 12 241   |
| 17       | 17 mars 1995    | Sheffield   | Angleterre | Sheffield Arena | 12 241   |
| 18       | 18 mars 1995    | Birmingham  | Angleterre | NEC             | 12 286   |
| 19       | 19 mars 1995    | Birmingham  | Angleterre | NEC             | 12 286   |
| 20       | 21 mars 1995    | Londres     | Angleterre | Wembley Arena   | 11 195   |
| 21       | 22 mars 1995    | Londres     | Angleterre | Wembley Arena   | 11 195   |
| 22       | 23 mars 1995    | Londres     | Angleterre | The Emporium    | 2 000    |
| 23       | 24 mars 1995    | Londres     | Angleterre | The Emporium    | 2 000    |
| 24       | 24 mars 1995    | Den Bosch   | Pays-Bas   | Brabanthallen   | 11 235   |
| 25       | 25 mars 1995    | Den Bosch   | Pays-Bas   | Brabanthallen   | 11 235   |
| 26       | 26 mars 1995    | Amsterdam   | Pays-Bas   | Paradiso        | 1 100    |
| 27       | 27 mars 1995    | Amsterdam   | Pays-Bas   | Paradiso        | 1 100    |
| 28       | 27 mars 1995    | Gand        | Belgique   | Flanders Expo   | 12 000   |
| 29       | 28 mars 1995    | Bruxelles   | Belgique   | Vorst Nationaal | 4 000    |
| 30       | 29 mars 1995    | Dublin      | Irlande    | Point Depot     | 8 500    |
| 31       | 30 mars 1995    | Dublin      | Irlande    | Point Depot     | 8 500    |
| 32       | 31 mars 1995    | Dublin      | Irlande    | The Pod         | 1 300    |